# Grafia clàssica de l'occità
Es coneix com a grafia clàssica el sistema d'escriptura de l'occità més antic i tradicional i el més utilitzat actualment en el conjunt d'Occitània. La grafia clàssica, que data de més de mil anys enrere, serveix de base a la norma clàssica apareguda el 1935.

## Termes
La grafia clàssica es distingeix d'altres sistemes d'escriptura de l'occità com la grafia mistralenca, la grafia de l'Escola del Po i la grafia bonaudiana. Les altres grafies es basen sovint en les regles gràfiques del francès, mentre que la grafia clàssica és autònoma i autòctona.
La grafia clàssica engloba un conjunt de pràctiques d'escriptura relativament coetànies. En aquesta nebulosa d'usos de la grafia clàssica, cal distingir-hi:
- La grafia històrica, tradicional i autòctona de l'occità, des dels primers escrits de la llengua (cap a l'any 1000) i abans de la codificació de 1935.
- La forma codificada de la grafia, o ortografia, apareguda entre 1935 i 1937 amb la Gramatica occitana segon los parlars lengadocians de Loís Alibèrt i assumida després per l'Institut d'Estudis Occitans (a partir de 1945) i pel Consell de la Llengua Occitana (a partir de 1996-1997).
  - Observació: L'ortografia clàssica forma part de la norma clàssica; l'altra part, la constitueix la norma oral.
- Diverses formes no codificades, o cacografies, diferents de l'ortografia. Les cacografies poden venir donades o bé pels errors involuntaris dels usuaris (terrenh*  en lloc de terren), o bé per certes pràctiques volgudament contràries a l'ortografia (càntan*  o cànton*  en lloc de cantan), o bé per formes ortogràfiques abandonades (realizar, que va passar a realisar*  i després altre cop a realizar, consí*  que ha passat actualment a cossí).

Per designar la grafia clàssica, s'han proposat altres sinònims, que són menys exactes, tanmateix:
- Grafia alibertina es refereix a l'obra de codificació d'Alibèrt, però la grafia clàssica existia ja molt abans Alibèrt.
- Grafia occitana implica que la grafia clàssica seria més "occitana" que altres grafies de l'occità, per bé que les altres grafies serveixen també per escriure l'occità i, per tant, són també "grafies occitanes".
- Grafia normalitzada és un terme força inadequat, ja que la grafia clàssica, al costat de l'ús normalitzat (l'ortografia), té també usos no normalitzats (no codificats). A més a més, les grafies concurrents (mistralenca, bonaudiana, de l'Escola del Po) tenen igualment usos normalitzats i non normalitzats.